# Himno Nacional Argentino
El Himno Nacional Argentino es el himno oficial de Argentina y uno de los símbolos patrios de ese país. Fue escrito por  Vicente López y Planes en 1812 y compuesto por Blas Parera un año más tarde. Originalmente fue denominado Marcha patriótica, luego Canción patriótica nacional y posteriormente fue Canción patriótica. Una publicación en 1847 lo llamó «Himno Nacional Argentino», nombre que ha conservado y con el cual es conocido.
El Día del Himno Nacional Argentino es el 11 de mayo.

## Historia

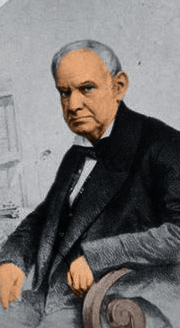
Vicente López y Planes, autor de la letra del Himno Nacional Argentino.

El 24 de mayo de 1812 se presentó en la «Casa de Comedia» de Buenos Aires la obra teatral «El 25 de Mayo», referida a la Revolución de Mayo de 1810, de Luis Morante. La misma terminaba con un himno escrito por el propio Morante, al que el murciano Blas Parera había puesto música, coreado por los actores. Uno de los espectadores, el porteño Vicente López y Planes, se sintió inspirado y esa misma noche escribió la primera estrofa de un himno para reemplazar al anterior.

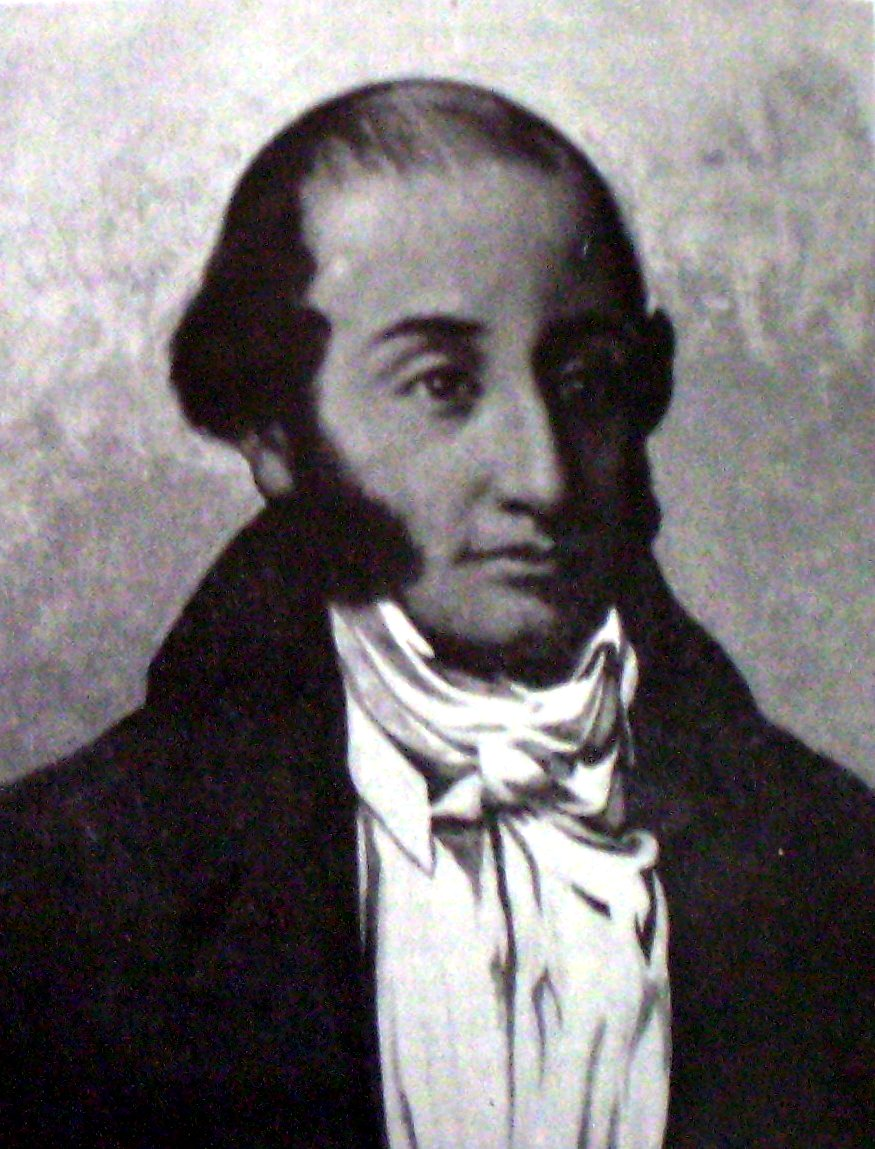
Blas Parera y Moret, autor de la música del Himno Nacional Argentino.

El Triunvirato entendió que debía darle al pueblo un canto nacional de mayor importancia que el que hasta entonces se entonaba. En un oficio del 22 de julio de 1812 dirigido al Cabildo de Buenos Aires, sugería a este que mandase a componer «la marcha de la patria», para ser ejecutada al principio delante de las clases.
La Asamblea General Constituyente del Año XIII ordenó componer la letra del himno con fecha 6 de marzo de 1813 y lo aprobó como «Marcha Patriótica» el 11 de mayo de ese año. Al día siguiente le encargó componer una nueva música a Blas Parera. En una sola noche terminó la partitura.

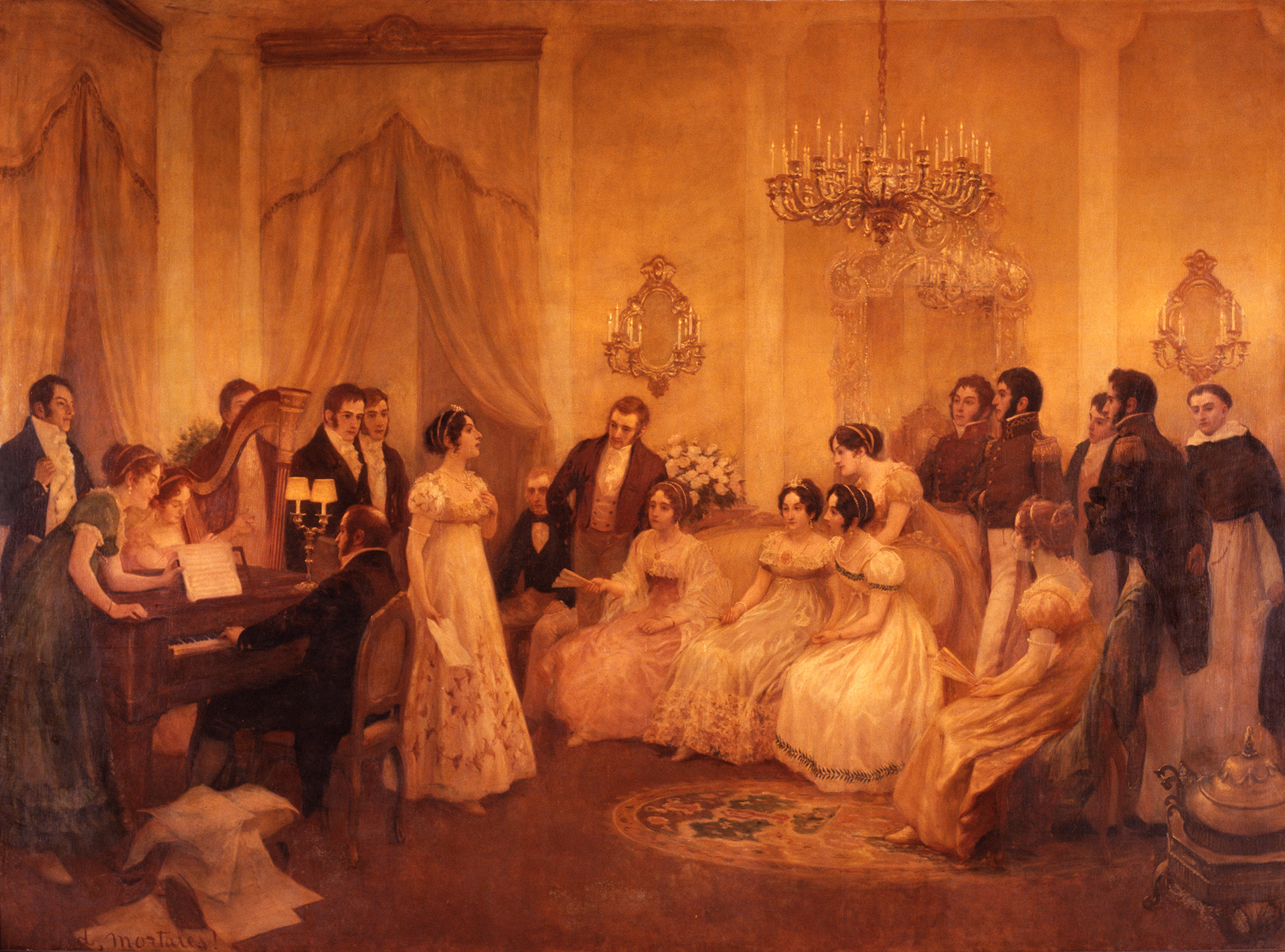
Primera ejecución del Himno Nacional, en la casa de María Sánchez de Thompson.

Según la tradición, el 14 de mayo de 1813, en la casa de Mariquita Sánchez de Thompson se cantó por primera vez, siendo aquella dama quien interpretó sus estrofas. Se estima que la obra fue presentada el mismo día 25 de mayo de 1813, ya que el día 28 de ese mismo mes se cantó en el teatro durante una función patriótica efectuada durante la noche. Luego se lo conocería como Canción Patriótica Nacional, y más tarde simplemente como Canción Patriótica. Pero en una copia de 1847 aparece titulada como Himno Nacional Argentino, nombre que recibe en la actualidad.
En 1817, Parera abandonó la Argentina, viviendo varios años en Río de Janeiro y finalmente en España, donde murió. Sobre el exilio de Blas Parera se ha especulado mucho, indicándose que partió del país a causa de haber sido obligado a componer la música del himno; esta teoría carece de documentación que la avale. El musicólogo Carlos Vega explica al respecto que «meses antes de su partida, el gobierno argentino (recuérdese que el país estaba en guerra) exigió a todos los españoles residentes juramento de fidelidad a la patria naciente y morir por su independencia total, legalizando su adhesión mediante una carta de ciudadanía. Podría ser que la adopción de la nacionalidad argentina hubiera sido una imposición demasiado dura para el catalán, y acaso la causa de su extrañamiento súbito».
El testimonio de un viajero de la época da una idea de la amplia aceptación popular de la que gozaba el nuevo himno: En 1817, un diplomático estadounidense, Henry M. Brackenridge, fue testigo de la extraordinaria difusión que había tenido en el pueblo rioplatense la canción patriótica que la Asamblea del año 1813 había consagrado como Marcha Nacional.
Brackenridge viajaba en un pequeño barco desde Montevideo a Buenos Aires y, en el transcurso de la travesía, escuchó las estrofas del himno coreadas espontáneamente por sus acompañantes. El relato de Brackenridge, tomado de su libro Voyage to South America (Viaje a Sud América), publicado en Baltimore en 1819, decía:

Por la tarde, nuestros compañeros, después de beber un vaso de algo estimulante, rompieron con una de sus canciones nacionales, que cantaron con entusiasmo como nosotros entonaríamos nuestro ‘Hail Columbia!’. Me uní a ellos en el fondo de mi corazón, aunque incapaz de tomar parte en el concierto con mi voz. La música era algo lenta, aunque audaz y expresiva... Este himno, me dijeron, había sido compuesto por un abogado llamado López, ahora miembro del Congreso, y que era universalmente cantado en todas las provincias de El Plata, así en los campamentos de Artigas, como en las calles de Buenos Aires; y que se enseña en las escuelas como parte de la esencia de la educación de la juventud...

La letra era marcadamente independentista y antiespañola, como correspondía al espíritu de la época. Tiempo más tarde la Asamblea del año XIII pide un «arreglo» de la letra, para que el himno quedara más acorde con los nuevos vientos que soplaban: Inglaterra se oponía vigorosamente a todo intento de autonomía en las colonias de España, su aliada en la guerra contra Napoleón. El embajador británico, Lord Strangford, hace saber al gobierno de Buenos Aires «lo loco y peligroso de toda declaración de independencia prematura».
Desaparecen entonces estrofas que anunciaban que «se levanta a la faz de la Tierra una nueva y gloriosa Nación». Se infiltran, en cambio, conceptos monárquicos tan en boga entonces, cuando los próceres competían en candidaturas de príncipes europeos para gobernarlos: el príncipe portugués, el francés, el italiano...[cita requerida]
No extraña entonces el «ved en trono a la noble igualdad», afrancesamiento relacionado con el propósito de coronar al duque de Orleans (aunque otros autores señalan que los orleanistas no estaban a favor de la «noble igualdad» de la Revolución francesa, sino más bien lo contrario, que eran partidarios del Antiguo Régimen). O «sobre alas de gloria alza el pueblo, trono digno a su Gran Majestad», estrofa desaparecida en la versión definitiva. O «ya su trono dignísimo abrieron, las Provincias Unidas del Sur».[cita requerida]
La música del himno experimentó en 1860 una modificación encomendada al músico Juan Pedro Esnaola, quien realizó una versión orquestada más rica desde el punto de vista armónico.
Tenido por Himno Nacional la Canción Patriótica de Vicente López y Planes, a través de un largo período de la nacionalidad fue interpretado de acuerdo con el texto original. Pero una vez desaparecido el furor de la contienda contra España, en aras de un acercamiento político con esta, debido a numerosas críticas por parte de representantes diplomáticos españoles, la canción nacional sufrió en su enunciado una modificación de forma en lo relativo a aquella parte que pudiera tener un concepto peyorativo para otros países.
Durante la segunda presidencia del general Julio Argentino Roca, el 30 de marzo de 1900 un decreto refrendado con la firma del Presidente de la Nación y de los ministros Luis María Campos, Emilio Civit, Martín Rivadavia, Felipe Yofre, José María Rosa y Martín García Merou disponía que:

«Sin producir alteraciones en el texto del Himno Nacional, hay en él estrofas que responden perfectamente al concepto que universalmente tienen las naciones respecto de sus himnos en tiempo de paz y que armonizan con la tranquilidad y la dignidad de millares de españoles que comparten nuestra existencia, las que pueden y deben preferirse para ser cantadas en las festividades oficiales, por cuanto respetan las tradiciones y la ley sin ofensa de nadie, el presidente de la República, en acuerdo de ministros decreta:

Artículo 1°. En las fiestas oficiales o públicas, así como en los colegios y escuelas del Estado, solo se cantarán la primera y la última cuarteta y el coro de la Canción Nacional sancionada por la Asamblea General el 11 de mayo de 1813.«

Desaparecieron así las marciales referencias a «los bravos [argentinos] que unidos juraron su feliz libertad sostener, a esos tigres sedientos de sangre [los españoles] fuertes pechos sabrán oponer». También se quitó: «San José, San Lorenzo, Suipacha, ambas Piedras, Salta y Tucumán, la Colonia y las mismas murallas del tirano en la Banda Oriental / son letreros eternos que dicen: Aquí el brazo argentino triunfó, aquí el fiero opresor de la Patria [el soldado español] su cerviz orgullosa dobló».

## Música
En 1813, la Asamblea General Constituyente que regía la actual República Argentina encargó a Blas Parera la composición de lo que sería la Marcha Patriótica, con letra de Alejandro Vicente López y Planes.
En 1860 Juan Pedro Esnaola realizó algunos cambios a la música basándose en anotaciones manuscritas del compositor.
El 2 de agosto de 1924 el presidente de la Nación Marcelo T. de Alvear creó una comisión constituida por Floro Ugarte, Carlos López Buchardo y José André, para componer una versión oficial del Himno Nacional. Gracias al hallazgo de una partitura en el Museo Histórico Nacional atribuida a Blas Parera, a la cual la comisión introdujo arreglos, se pudo estrenar al público en el Teatro Colón el 25 de mayo de 1927. Sin embargo, debido a las críticas que trajo el «nuevo himno», por medio de un decreto de septiembre de 1928 Alvear armó una nueva comisión, en donde se aconsejó hacer una versión más fiel a la de Juan Pedro Esnaola. Hoy en día, la versión vigente del Himno corresponde a la transcripción realizada por Luis Lareta, que se ajusta a lo acordado el 25 de
septiembre de 1928 por el Poder Ejecutivo de la Nación. Ya en 1900 se había reglamentado por decreto del Poder Ejecutivo utilizar una versión reducida de la marcha para actos oficiales y públicos.
Por el decreto número 10.302 del 24 de abril de 1944, esta Marcha fue aprobada como el Himno Nacional Argentino.

## Letra original
La letra que se corresponde con la versión original del Himno Nacional del año 1813 es mucho más larga que la actual debido a su reducción a partir del año 1900.
La primera versión que se publicó tenía errores atribuibles a la imprenta.
Además de errores de ortografía («imbasor» en vez de «invasor» en la versión impresa, pero no en el manuscrito), un error particularmente llamativo en la luz de conflictos posteriores fue «Buenos--Aires se opone a la frente de los pueblos ...» en lugar de «... se pone a la frente ...» de la versión original.
A continuación, una transcripción de la versión del 14 de mayo:

Himno Nacional Argentino
(Letra completa y corregida)
Letra: Alejandro Vicente López y Planes
Música: Blas Parera
¡Oíd, mortales!, el grito sagrado:
¡libertad!, ¡libertad!, ¡libertad!
Oíd el ruido de rotas cadenas
ved en trono a la noble igualdad.
Se levanta en la faz de la tierra
una nueva gloriosa nación.
Coronada su sien de laureles,
y a sus plantas rendido un león. (bis)
Estribillo (con coro)
Sean eternos los laureles
que supimos conseguir: (bis)
coronados de gloria vivamos,
o juremos con gloria morir. (tris)
De los nuevos campeones los rostros
Marte mismo parece animar. (bis)
La grandeza se anida en sus pechos
a su marcha todo hacen temblar.
Se conmueven del Inca las tumbas,
y en sus huesos revive el ardor,
Lo que vé renovando a sus hijos
de la Patria el antiguo esplendor. (bis)
Estribillo (con coro)
Pero sierras y muros se sienten
retumbar con horrible fragor. (bis)
Todo el país se conturba por gritos
de venganza, de guerra, y furor.
En los fieros tiranos la Envidia
escupió su pestífera hiel. (bis)
Su estandarte sangriento levantan
provocando a la lid más cruel. (bis)
Estribillo (con coro)
¿No los veis sobre México y Quito
arrojarse con saña tenaz? (bis)
¿Y cuál lloran, bañados en sangre
Potosí, Cochabamba, y La Paz?
¿No los veis sobre el triste Caracas
luto, y llanto, y muerte esparcir?
¿No los veis devorando cual fieras
todo pueblo que logran rendir? (bis)
Estribillo (con coro)
A vosotros se atreve argentinos
el orgullo del vil invasor.
Vuestros campos ya pisa contando
tantas glorias hollar vencedor. (bis)
Mas los bravos que unidos juraron
su feliz libertad sostener
a estos tigres sedientos de sangre
fuertes pechos sabrán oponer.
Estribillo (con coro)
El valiente argentino a las armas
corre ardiendo con brío y valor:
El clarín de la guerra, cual trueno
en los campos del Sud resonó.
Buenos Aires se pone a la frente
de los pueblos de la ínclita unión.
Y con brazos robustos desgarran
al ibérico altivo león.
Estribillo (con coro)
San José, San Lorenzo, Suipacha,
ambas Piedras, Salta, y Tucumán,
la colonia y las mismas murallas 
del tirano en la banda Oriental. (bis)
Son letreros eternos que dicen:
aquí el brazo argentino triunfó;
aquí el fiero opresor de la Patria
su cerviz orgullosa dobló. (bis)
Estribillo (con coro)
La Victoria al guerrero argentino
con sus alas brillantes cubrió.
Y azorado a su vista el tirano
con infamia a la fuga se dio. (bis)
Sus banderas, sus armas, se rinden
por trofeos a la libertad.
Y sobre alas de gloria alza el pueblo
trono digno a su gran majestad.
Estribillo (con coro)
Desde un polo hasta el otro resuena
de la fama el sonoro clarín. (bis)
Y de América el nombre enseñando
Les repite, mortales, oid:
Ya su trono dignísimo abrieron 
las Provincias Unidas del Sud.
Y los libres del mundo responden
al gran pueblo argentino salud. (bis)
Estribillo (con coro)

## Letra posterior al año 1900
A partir del año 1900, oficialmente se interpreta solo la primera cuarteta de la primera estrofa, la última cuarteta de la novena y el coro final del Himno Nacional Argentino.

Himno Nacional Argentino
Letra: Alejandro Vicente López y Planes
Música: Blas Parera
Modificación: Juan Pedro Esnaola
¡Oíd, mortales!, el grito sagrado:
¡libertad!, ¡libertad!, ¡libertad!
Oíd el ruido de rotas cadenas;
ved en trono a la noble igualdad.
¡Ya su trono dignísimo abrieron
las Provincias Unidas del Sud!
Y los libres del mundo responden:
¡al gran pueblo argentino, salud! (bis)
Y los libres del mundo responden:
¡al gran pueblo argentino, salud!
Y los libres del mundo responden:
¡al gran pueblo argentino, salud!
Coro
Sean eternos los laureles
que supimos conseguir: (bis)
Coronados de gloria vivamos,
¡o juremos con gloria morir! (tris).

## Introducción cantada
En las tierras de Catamarca, La Rioja y Santiago del Estero (desde por lo menos la década de 1950) se interpreta una introducción cantada cuya letra no es parte de la original. En ella, los acordes iniciales, que en la versión oficial no se cantan, son acompañados por la siguiente letra:

Gracias a Dios, suena ya la hora de la libertad

Cesó la angustia y el dolor ya pasó
Elevemos las voces al cielo y que nuestras almas tengan consuelo
Vamos muchachos en masa a la plaza a cantar
los clarines nos invitan al son militar de su alegre canción
las trompetas le responden
mirad como vienen mujeres y niños y trotan caballos y
suenan tambores
y todo el mundo acude a la plaza y no hay uno solo que
quiera faltar

Silencio y atención, atención.

### Origen y controversia
Si bien en un primer momento se la consideró de autor anónimo, una investigación posterior reveló que esta letra fue escrita por Antonio Dellepiane en 1929 como parte de un estudio histórico y artístico sobre el himno nacional. 
Al respecto algunos autores han criticado esta letra por considerarla contraria al estilo y espíritu del himno original, ajena a su concepción musicológica y cercana a la ideología del nacional catolicismo.

## Versiones

### Grabaciones antiguas
La grabación más antigua que se conoce del himno, de la que se conserva registro, es la realizada en disco de gramófono hecha por el tenor italiano Arthur B. Adamini, de la cual no se conserva fecha exacta pero se estima que tuvo lugar antes de abril de 1899. Se conoce que Adamini grabó varias canciones de países latinoamericanos, incluyendo otros himnos como los de Chile, Perú y México, a finales del siglo XIX. Una grabación se conserva en la Biblioteca del Congreso de Estados Unidos.
Se conoce una versión grabada por la pareja y dúo de artistas locales conocido como Los Gobbi, realizada hacia 1906.

### Versión recortada para eventos deportivos
Debido a la excesiva duración de la versión oficial completa, que tiene una duración de alrededor de tres a cuatro minutos, durante eventos deportivos internacionales como el fútbol profesional, el Mundial de Rugby y los Juegos Olímpicos, sólo se reproduce una versión instrumental (que tiene una duración de alrededor de 1 minuto). Anteriormente se usaba la introducción, comúnmente la versión tocada por la Banda de la Marina de los Estados Unidos. Desde el Torneo de Fútbol Sub-20 de la Alcudia de 2018, se empezó a usar la parte final del himno que consta de la parte instrumental antes del estribillo, junto al estribillo y la coda.

### Versión de Charly García
El músico argentino Charly García publicó una versión del Himno en su sexto álbum de estudio en solitario, Filosofía barata y zapatos de goma, de 1990. Todas las canciones fueron grabadas en ese mismo año. El álbum fue producido por García y Joe Blaney.
La versión del disco, si bien fue popular, causó polémica y en su momento fue descripta como «antipatriótica» por algunos medios y/o periodistas, y García debió sortear un juicio por «ofensa a los símbolos patrios». Finalmente, la versión terminó siendo autorizada por los tribunales.
Actualmente la canción es considerada un clásico bastante recordado en la carrera de García, y suele ser incluida en algunas estaciones de radio FM (sobre todo las dedicadas al rock nacional argentino) como cierre musical de la jornada -o para indicar el comienzo de la trasnoche radial- a la medianoche (00 hs), en lugar de la versión oficial del Himno Argentino.